# Gacko, Ba Lan
Gacko [ˈɡat͡skɔ] (tiếng Đức: Dammhof)  là một khu định cư ở khu hành chính của Gmina Golczewo, thuộc hạt Kamień, West Pomeranian Voivodeship, ở phía tây bắc Ba Lan.

Trước năm 1945, ngôi làng là một phần của Đức và được gọi là Dammhof. 
1. ↑  M. Kaemmerer (2004). Ortsnamenverzeichnis der Ortschaften jenseits von Oder u. Neiße (bằng tiếng Đức). ISBN 3-7921-0368-0.
2. ↑  "Central Statistical Office (GUS) - TERYT (National Register of Territorial Land Apportionment Journal)" (bằng tiếng Ba Lan). ngày 1 tháng 6 năm 2008.